# Sakina Jaffrey
Sakina Jaffrey (14 de fevereiro de 1962) é uma atriz americana que  atuou em muitos filmes.
Em 2016 ela interpretou a agente Denise Christopher na série de TV Timeless.

## Vida Pessoal
Sakina nasceu na Cidade de Nova Iorque, filha de uma atriz, cozinheira e escritora  com ascendência Indiana Madhur Jaffrey, e do ator Saeed Jaffrey. Seus pais se divorciaram quando tinha apenas três anos de idade, e ela cresceu separada do seu pai, que subsequentemente foi para o Reino Unido. Ela foi graduada no Colégio Vassar em 1984. Ela Aprendeu Mandarin no colégio, como plano original de ser tradutora antes de se tornar atriz.

## Carreira
Jaffrey participou com o seu pai no filme Masala em (1991) e com a sua mãe em "The Perfect Murder em (1988). Em 2002, ela participou do filme The Truth About Charlie estrelando Mark Wahlberg. Com seu filho Cassius Wilkinson e a sua filha Jamila Wilkinson, ela participou do filme  Raising Helen em (2004) e em The Ode em (2008).
Ela interpretou Linda Vasquez, em White House Chief of Staff, e na série da  Netflix House of Cards em (2013). Em 2014, anunciou que participaria na segunda temporada da série da Fox Sleepy Hollow interpretando Leena Reyes, a nova Xerife.
Em 2016 ela interpretou a Agente Denise Christopher na série de TV Timeless.

## Filmografia

### Filme
| Ano  | Título                             | Papel                         | Notas              |
| ---- | ---------------------------------- | ----------------------------- | ------------------ |
| 1988 | The Perfect Murder                 | Neena Lal                     |                    |
| 1989 | Slaves of New York                 | Recepcionista de Willfredo    |                    |
| 1992 | Masala                             | Rita Solanki                  |                    |
| 1995 | The Indian in the Cupboard         | Lucy                          |                    |
| 1996 | Daylight                           | Passageiro kit #1             |                    |
| 1999 | Chutney Popcorn                    | Sarita                        |                    |
| 1999 | Cotton Mary                        | Rosie                         |                    |
| 2001 | Revolution No. 9                   | Dr. Ray                       |                    |
| 2001 | The Mystic Masseur                 | Suruj Mooma                   |                    |
| 2002 | The Guru                           | Mulher Jovem na Sala de Dança |                    |
| 2002 | The Truth About Charlie            | Sylvia                        |                    |
| 2003 | Ash Tuesday                        | June                          |                    |
| 2003 | American Made                      | —                             | Curta-metragem     |
| 2004 | Raising Helen                      | Nilma Prasad                  |                    |
| 2004 | The Manchurian Candidate           | A Misteriosa Mulher Árabe     |                    |
| 2006 | Hiding Divya                       | Dr. Sharma                    |                    |
| 2007 | Where God Left His Shoes           | Doctor                        |                    |
| 2007 | Dharini                            | Kiran                         | Filme curto        |
| 2007 | Waking Dreams                      | Rajani                        |                    |
| 2007 | The Nanny Diaries                  | Sima                          |                    |
| 2007 | Before the Devil Knows You're Dead | Manager                       |                    |
| 2008 | Definitely, Maybe                  | Mãe da Escola                 |                    |
| 2008 | The Toe Tactic                     | Lacticia Utt                  |                    |
| 2008 | The Understudy                     | Nurse                         |                    |
| 2008 | The Ode                            | Parin                         |                    |
| 2009 | Company Retreat                    | Sareeta                       |                    |
| 2010 | Nevermind Nirvana                  | Dr. Sarita Matto              | Filme de Televisão |
| 2011 | Breakaway                          | Livleen Singh                 |                    |
| 2012 | The Domino Effect                  | Serena                        |                    |
| 2013 | The Necklace                       | Sunita                        | Curta-metragem     |
| 2018 | Behold My Heart                    | Jane                          |                    |

### Televisão
| Ano       | Título                            | Papel                     | Notas                           |
| --------- | --------------------------------- | ------------------------- | ------------------------------- |
| 2000      | Law & Order                       | Dr. Balikrishan           | Episódio: "Endurance"           |
| 2003–2005 | Third Watch                       | Dr. Hickman               | 16 episódios                    |
| 2004      | Sex and the City                  | Rama Patel                | Episódio: "Splat!"              |
| 2004      | Law & Order                       | Roya Koutal               | Episódio: "Caviar Emptor"       |
| 2006      | Heroes                            | Mrs. Suresh               | 2 episódios                     |
| 2007      | What Goes On                      | Asha                      | Episódio: "Blue"                |
| 2007      | Law & Order: Special Victims Unit | Geeta Chanoor             | Episódio: "Outsider"            |
| 2011      | Blue Bloods                       | Mrs. Demir                | Episódio: "Thanksgiving"        |
| 2012      | Girls                             | Gynecologist              | Episódio: "Vagina Panic"        |
| 2013–2014 | House of Cards                    | Linda Vasquez             | 18 episódios                    |
| 2014–2015 | Sleepy Hollow                     | Xerife Leena Reyes        | 5 episódios                     |
| 2014      | Madam Secretary                   | Foreign Minister          | Episódio: "Passage"             |
| 2015-2016 | Mr. Robot                         | Antara Nayar              | 3 episódios                     |
| 2015      | Halal In The Family               | Fatima Qu'osby            | 4 episódios                     |
| 2015–2016 | The Mindy Project                 | Sonu Lahiri               | 3 episódios                     |
| 2016      | Blindspot                         | Susan Albright            | Episódio: "Cease Forcing Enemy" |
| 2016      | Timeless                          | Agente Denise Christopher | 10 episódios                    |
| 2018      | American Gods                     | Mama-ji                   | 8 episódios                     |

## Prêmios e Nomeações
| Ano  | Associação                 | Categoria                                            | Trabalho nomeado | Resultado |
| ---- | -------------------------- | ---------------------------------------------------- | ---------------- | --------- |
| 2015 | Screen Actors Guild Awards | Destacado melhor Performance em uma série de Drama]] | House of Cards   | Indicado  |